# Johannes Pollius
Johannes Pollius, auch Polhen, Polhenne, Pollanus, Polle, Pollen (* um 1490 in Bielefeld; † 1562 in Osnabrück) war ein evangelischer Theologe und Reformator.

## Leben
Aus seiner Jugend ist nur bekannt, dass er die Domschule in Münster besuchte und unter dem humanistischen Einfluss des Johannes Murmellius stand. Dieser Einfluss muss sehr stark gewesen sein, wie aus seinen noch 1534 in Zürich veröffentlichten Epigrammen deutlich wird. Er studierte in Köln und ging dann als Konrektor zu Bartholomaeus Coloniensis nach Minden, nach dessen Tode 1516 er auch einige Jahre Rektor war.
Die Gründe für seinen Wechsel nach Osnabrück 1521 sind nicht bekannt. Als seine Neigung zur neuen Lehre bemerkt wurde, musste er Osnabrück verlassen. 1527 nahm er das Amt des Schlosspredigers in Rheda beim Grafen Konrad von Tecklenburg an. Als Soest ihn im Februar 1532 für die Durchführung der Reformation und Unterstützung des Superintendenten Jan de Brune erbat, beurlaubte ihn der Graf für zwei Jahre.
Dann kehrte er nach Rheda zurück. Für Soest war Pollius mit seiner vermittelnden humanistischen Auffassung anscheinend zu milde. Als Hermann Bonnus 1543 die Reformation in Osnabrück durchführte, wirkte Pollius als Superintendent an St. Katharinen. Wie ihr Verhältnis war, geht aus der Überlieferung nicht hervor. Als Osnabrück das Augsburger Interim 1548 annahm, musste er seinen Platz für zwei Jahre räumen. Dann aber kehrte er zurück und wirkte an derselben Stelle bis zu seinem Tode.